# The Spitfire Boys
I The Spitfire Boys sono stati un gruppo punk rock britannico, formati nel 1977 a Liverpool, primi nel loro ambito a pubblicare un singolo, British Refugee (assieme a Mein Kampf). Gli Spitfire Boys sono ricordati soprattutto perché nella loro formazione includevano Budgie (alias Pete Clarke), poi batterista prima degli The Slits e successivamente dei Siouxsie & the Banshees (sposando per altro Siouxsie), e Paul Rutherford, più tardi famoso membro dei Frankie Goes to Hollywood. Jones (il chitarrista David Littler) passò invece ai The Photons, dove suonavano Steve Strange (Visage) e Vince Ely (The Psychedelic Furs).

## Storia

### Liverpool
All'inizio del 1977 David Littler assisté ad uno show live dei The Heartbreakers all'Eric's Club di Liverpool, e si offrì come gruppo-spalla con una band che in realtà non esisteva. Il gruppo accettò e lo inserì tra i gruppi spalla insieme ai Slaughter and the Dogs ed agli Buzzcocks al Warrington Parr Hall. Il gruppo fu formato poco dopo con Littler alla chitarra, ed i suoi amici Peter Griffiths al basso e Mike Rigby alla voce. Alla batteria andò Steve Platt. Prima di partire per una tournée, la band cambio il nome in The Spitfire Boys su suggerimento di Wayne County. Alla loro prima esibizione al Warrington Parr Hall, suonarono essenzialmente cover dei Ramones.
Dopo il loro debutto, il gruppo ebbe il suo primo batterista, Budgie, all'epoca uno studente di storia dell'arte e membro degli Albert Dock (in seguito Yachts). Con la nuova formazione, il gruppo suonò per la sua seconda esibizione all'Eric's Club. Dopodiché il gruppo cacciò Mike Rigby sostituendolo, su suggerimento dello stesso Clarke, con Paul Rutherford.
Pubblicarono il loro primo singolo British Refugee 7" il 7 ottobre 1977 su etichetta RKO Records. Durante la breve durata di questa formazione, fecero un tour per il Regno Unito, facendo da spalla ai The Prefects ed agli The Slits (dove poi andò a suonare Clarke), e suonarono anche con Holly Johnson.
In dicembre Pete Wylie (ex Crucial Threee The Mystery Girls) si unì al gruppo, che però si sciolse il 22 dicembre 1977: Clarke, Griffiths e Wylie formarono i The Nova Mob (con Julian Cope), Paul Rutherford formò i The Opium Eaters, mentre Littler si trasferì a Londra dove si unì ai The Photons, con Steve Strange (poi ai Visage). Griffiths invece abbandonò il mondo della musica, adducendo tra le ragione il crescente consumo di droghe in quel mondo e la sua generale disillusione.
Nel luglio 2006 i "British Refugee" hanno pubblicato una compilation su etichetta Korova Records intitolata North by Northwest.

### Gli anni gallesi
Dopo che Littler ebbe sciolto i Photons, nell'ottobre 1978 si trasferì a Cardiff dove formò i White Boys. Successivamente su pressione del produttore della band cambio il nome in The Spitfire Boys. Il gruppo era formato da Littler (David Francis) alla voce e chitarra e dagli ex componenti dei Nylonz: Peter Millman alla chitarra, Kurt Prasser al basso e Chris Brazier alla batteria. Con questa formazione nel 1979 registrarono il singolo Funtime. In ottobre il gruppo si trasferì a Londra dove registrarono alcune demo con la RKO records. Nonostante l'interessamento di alcune major, nel 1980 gli Spitfire Boys si sciolsero e Littler passò ai White Brothers.

## Discografia
- 1977 - British Refugee (RKO)
- 1979 - Funtime  (Impeccable)